# Marie-Henri Andoyer
Marie-Henri Andoyer (n. 1 octombrie 1862 – d. 12 iunie 1929) a fost un astronom și matematician francez.
A fost profesor de astronomie la Sorbona și i-a avut ca studenți pe românii N. Coculescu, Gh. Bratu și C.I. Nicolau, ale căror lucrări le-a influențat.
Andoyer s-a ocupat în special cu mecanica cerească.
În 1919 devine membru al Academiei Franceze.

## Scrieri
- Tratat de astronomie
- Théorie des formes (Paris, 1998)
- Istoria matematicilor franceze.